# Ankarai csata
Az ankarai (törökösen angorai) csata 1402. július 16-án zajlott le az I. Bajazid szultán vezette Oszmán Birodalom és Timur Lenk mongol-türk seregei között, s a mongolok elsöprő győzelmével végződött. (A csata napja 1402. július 20.)

## Előzmények
Timur Lenk 1390-ben meghódította Grúziát és Örményországot, ezáltal közép-ázsiai birodalma az Oszmán Birodalom szomszédja lett. A konfrontáció hamarosan bekövetkezett: amikor Bajezid sarcot követelt az egyik Timur Lenknek hűséget esküdött török emirátustól, és annak megszállásával fenyegetőzött. A mongol fejedelem ezt személyes sértésnek vette. 1400-ban hadai kirabolták Szebaszteia (ma Sivas, Törökország) városát, amivel kivívta a szultán haragját és bosszúvágyát. Így történt, hogy amikor 1402-ben Timur keletről ismét Anatóliára tört, Bajezid sereget gyűjtött. A mongol sereg Bajezid haderejét kikerülve vonult Kisázsia belseje felé. Ezt érzékelve az oszmán sereg visszafordult és 1402. július 28-án az Kizilirmak folyótól északra, Ankara mellett kiharcolta az összecsapást. Timur Lenk haderejét a Kelet-Anatólia területén nomadizáló türk Akkojunlu serege is erősítette Kara Jülük Oszmán vezetésével. A mongol hada így körülbelül 140 000 főre duzzadt, míg Bajezid hada 65 ezer törökből és 20 ezer szerbből állt, utóbbiakat Lazarevics István fejedelem vezérelte, s a csatában ő irányította mind a szerb, mind a török lovasságot.

## A csata
Az összecsapás nagyerejű török támadással kezdődött, amit a mongol lovasíjászok nyílzáporral fogadtak. A Lazarevics István szerb despota vezérelte török-szerb jobbszárny eleinte sikereket ért el, de az anatóliai szpáhik árulása és átállása következtében a csata menete megváltozott. A szárnyak lovassága összeomlott, melynek következményeként - a szultán vezette janicsároknak a centrumban több mint tíz órán át kitartó védekezése ellenére - a túlerő győzedelmeskedett. Ezrek haltak meg, és sokan megadták magukat Timur Lenk hadseregének. A csata hevében a mongolok rátették kezüket a közeli Çubukovasi falu kútjára, ami az oszmán haderő egyetlen vízforrása volt. A török hadvezetés megpróbálta visszaszerezni, ekkor azonban hátba támadták őket, és rengeteg oszmán katonát lemészároltak. Még maga Bajezid is fogságba esett, noha szerb nehézlovasai egyszer kiszabadították. Végül a szultán mongol rabságban halt meg a következő évben.

## Jelentősége
Az európai országok eleinte támogatták Timur invázióját (a genovaiak állítólag felhúzták a mongol lobogót konstantinápolyi (Galata) városnegyedük falaira támogatásuk jeléül), hatalmas győzelme láttán azonban félni kezdtek, hogy esetleg tovább jönne nyugat felé. Ez azonban nem történt meg, sőt a Sánta Timur halálával óriási országa is felbomlott. A török szultán halála után négy fia egymással harcolt a hatalomért.
Az Oszmán Birodalom megbénítása egy időre késleltette a jó ideje törökök szorításában vergődő Bizánci Birodalom bukását, ám nem akadályozhatta meg. 1413-ban I. Mohamed megnyerve a hatalmi harcot a testvéreivel szemben, már egyeduralkodóként ült a szultáni trónon. Az Oszmán Birodalom talpra állt, és addigra a közép-ázsiai Mongol Birodalom már részeire bomlott, melyek már nem képviseltek elég erőt a hódító törökök megállítására. S a török támadások a Balkánon is újrakezdődtek.